# Sergio (zanger)
Sergio, pseudoniem van Serge Jean Karel Quisquater (Leuven, 5 juli 1965), is een Vlaamse zanger en televisiepersoonlijkheid.

## Biografie
Op de middelbare school begon hij al met entertainen. Zijn eerste plaat werd in 1988 uitgebracht. In de zomer van 1989 was hij Vlaamse Supertip in de zomeruitzending van Tien om te Zien in Blankenberge met het liedje In de sterren staat geschreven, een bewerking van het lied Elle voulait qu'on l'appelle Venise van Julien Clerc. Hij werd nadien vooral bekend als de mannelijke helft van het duo "Taste of Joy" met zangeres Sandy, de latere Xandee. Ze brachten meerdere singles en albums uit. Later veranderden ze hun naam in Touch of Joy en behaalden daarna ook internationale successen.
Sinds 1999 presenteerde Sergio verschillende televisieshows. Met Touch of Joy behaalde hij in dat jaar een grote hit: I can't let you go. In 2000 stond Sergio solo in de Vlaamse hitparade met Allez allez allez, dat geschreven werd ter gelegenheid van het EK voetbal van dat jaar.
In 2002 vertegenwoordigde hij België op het Eurovisiesongfestival met het nummer Sister, tezamen met drie Nederlandse zangeressen: Ibernice MacBean, Ingrid Simons en Jody Pijper. Tijdens de nationale preselecties heetten ze nog Sergio @ The Ladies, maar de naam werd voor het internationale festival veranderd in Sergio & The Ladies, vanwege de mogelijke verwarring voor Engelstaligen (die de oorspronkelijke groepsnaam zouden kunnen opvatten als "Sergio in de vrouwentoiletten"). Ze behaalden de dertiende plaats, wat voor Sergio een teleurstelling was. Achteraf werd Sister wel nog een hit in Vlaanderen. Later omschreef Sergio zijn deelname als een van de domste beslissingen uit zijn carrière.
Sergio was in 2004 de manager van de Belgische inzending van het Eurovisiesongfestival 2004: zijn vroegere partner in Touch of Joy, Xandee.
Tot kort na de zomer van 2006 presenteerde hij, samen met Geena Lisa Peeters, het zomerse activiteitenprogramma Fata Morgana.
Eind 2006 werd hij samen met Sandrine André de winnaar van Just the Two of Us. Eind december raakte ook bekend dat de entertainer een exclusiviteitscontract tekende met de VTM en zo afscheid nam van de Vlaamse publieke omroep VRT. Hij ging De Foute Quiz presenteren, de Vlaamse versie van het Nederlandse Stenders Late Vermaak.
Naast De Foute Quiz presenteerde Sergio in het najaar van 2007 de programma's Ranking the Stars en Sterren Op Het IJs.
In het voorjaar van 2009 nam hij in Lommel de eigendom van het café The Kings (voorheen Cambrinus café) over.
In 2010 deed Sergio mee aan Expeditie Robinson, waar hij als luie kampleider door het leven ging en er om die reden ook uitvloog. In 2015 speelde hij Vreselijke Sven in de musical Wickie, de musical.
Sinds 2013 brengt hij regelmatig nieuwe (Nederlandstalige) singles uit, waaronder Je eigen leven (2013), Lekkere jongen (2016), Diep verdriet (2017) en Weg van jou (2018). Met de single Alleen bij jou (2014) scoorde hij een nummer 1-hit in de Vlaamse Top 50.
In 2017 was hij te zien in de film H.I.T.
In 2020 bracht Sergio het dubbelalbum Ik ben Sergio uit, waarmee hij acht weken in de Ultratop stond.
In 2021 ging hij opnieuw tv maken voor VTM, als presentator van De sterkste handen samen met Natalia.

## Discografie

### Albums
| Album met hitnotering(en) in de Vlaamse Ultratop 200 albums | Datum van verschijnen | Datum van binnenkomst | Hoogste positie | Aantal weken | Opmerkingen             |
| ----------------------------------------------------------- | --------------------- | --------------------- | --------------- | ------------ | ----------------------- |
| Road to freedom                                             | 2002                  | 01-06-2002            | 8               | 6            | als Sergio & The Ladies |
| Ik ben Sergio                                               | 2020                  | 06-06-2020            | 17              | 8            |                         |

### Singles
| Single met hitnotering(en) in de Vlaamse Ultratop 50 | Datum van verschijnen | Datum van binnenkomst | Hoogste positie | Aantal weken | Opmerkingen                                     |
| ---------------------------------------------------- | --------------------- | --------------------- | --------------- | ------------ | ----------------------------------------------- |
| Whiteman's world                                     | 1998                  | 06-06-1998            | 39              | 3            | als Mr. Whiteman                                |
| Allez allez allez                                    | 2000                  | 15-04-2000            | 20              | 13           | Nr. 3 in de Vlaamse Top 10                      |
| Sister                                               | 2002                  | 05-05-2002            | 3               | 19           | als Sergio & The Ladies – Goud                  |
| Love on a lonely day                                 | 2002                  | 06-07-2002            | tip4            | -            | als Sergio & The Ladies                         |
| Ontdek jezelf                                        | 2002                  | 12-10-2002            | 24              | 7            | met Walter Grootaers Nr. 4 in de Vlaamse Top 10 |
| Road to freedom                                      | 2002                  | 21-12-2002            | tip6            | -            | met Scala                                       |
| Ik laat je los                                       | 2007                  | 04-08-2007            | 26              | 6            | Nr. 7 in de Vlaamse Top 10                      |
| Je eigen leven                                       | 2013                  | 23-02-2013            | tip19           | -            | Nr. 2 in de Vlaamse Top 10                      |
| Ik kan niet zonder jou                               | 2013                  | 03-08-2013            | tip17           | -            | Nr. 5 in de Vlaamse Top 10                      |
| Alleen bij jou                                       | 2014                  | 27-09-2014            | 35              | 3            | Nr. 1 in de Vlaamse Top 50                      |
| Oneindig                                             | 2015                  | 27-06-2015            | tip44           | -            | Nr. 26 in de Vlaamse Top 50                     |
| Ik ben Sergio                                        | 2016                  | 30-01-2016            | tip24           | -            | Nr. 12 in de Vlaamse Top 50                     |
| Lekkere jongen                                       | 2016                  | 13-08-2016            | tip6            | -            | Nr. 4 in de Vlaamse Top 50                      |
| Diep verdriet                                        | 2017                  | 01-04-2017            | tip26           | -            | Nr. 13 in de Vlaamse Top 50                     |
| Ik ben stapel                                        | 2017                  | 30-09-2017            | tip32           | -            | Nr. 14 in de Vlaamse Top 50                     |
| Weg van jou                                          | 2018                  | 26-05-2018            | tip             | -            | Nr. 21 in de Vlaamse Top 50                     |
| Cowboy Billy                                         | 2019                  | 26-01-2019            | tip             | -            | Nr. 24 in de Vlaamse Top 50                     |
| Duizend keer gestorven                               | 2019                  | 11-05-2019            | tip             | -            | Nr. 42 in de Vlaamse Top 50                     |
| Wat je ziet                                          | 2020                  | 04-04-2020            | tip             | -            | Nr. 27 in de Vlaamse Top 50                     |
| Ik verdwijn                                          | 2020                  | 24-10-2020            | tip             | -            | Nr. 27 in de Vlaamse Top 50                     |

1956: Fud Leclerc + Mony Marc · 
1957: Bobbejaan Schoepen · 
1958: Fud Leclerc · 
1959: Bob Benny · 
1960: Fud Leclerc · 
1961: Bob Benny · 
1962: Fud Leclerc · 
1963: Jacques Raymond · 
1964: Robert Cogoi · 
1965: Lize Marke · 
1966: Tonia · 
1967: Louis Neefs · 
1968: Claude Lombard · 
1969: Louis Neefs · 
1970: Jean Vallée · 
1971: Lily Castel & Jacques Raymond · 
1972: Serge & Christine Ghisoland · 
1973: Nicole & Hugo · 
1974: Jacques Hustin · 
1975: Ann Christy · 
1976: Pierre Rapsat · 
1977: Dream Express · 
1978: Jean Vallée · 
1979: Micha Marah · 
1980: Telex · 
1981: Emly Starr · 
1982: Stella · 
1983: Pas de Deux · 
1984: Jacques Zegers · 
1985: Linda Lepomme · 
1986: Sandra Kim · 
1987: Liliane Saint-Pierre · 
1988: Reynaert · 
1989: Ingeborg · 
1990: Philippe Lafontaine · 
1991: Clouseau · 
1992: Morgane · 
1993: Barbara · 
1995: Frédéric Etherlinck · 
1996: Lisa del Bo · 
1998: Mélanie Cohl · 
1999: Vanessa Chinitor · 
2000: Nathalie Sorce · 
2002: Sergio & The Ladies · 
2003: Urban Trad · 
2004: Xandee · 
2005: Nuno Resende · 
2006: Kate Ryan · 
2007: The KMG's · 
2008: Ishtar · 
2009: Copycat · 
2010: Tom Dice · 
2011: Witloof Bay · 
2012: Iris · 
2013: Roberto Bellarosa · 
2014: Axel Hirsoux · 
2015: Loïc Nottet · 
2016: Laura Tesoro · 
2017: Blanche · 
2018: Sennek · 
2019: Eliot · 
2021: Hooverphonic · 
2022: Jérémie Makiese · 
2023: Gustaph · 
2024: Mustii · 
2025: Red Sebastian